# Bernard Williams (athlétisme)
Pour l’article homonyme, voir Bernard Williams (homonymie).
Bernard Williams (Bernard R. Williams III), né le 19 janvier 1978 à Baltimore est un athlète américain évoluant sur le sprint.

## Biographie
Son premier titre international est obtenu aux Jeux panaméricains de 1999 sur 100 m. En 2000, Bernard Williams remporte les championnats universitaires sur la même distance. Il est alors étudiant à l'Université de Floride. Cette même année, il remporte le relais 4 × 100 m des Jeux olympiques de 2000 à Sydney avec ses compatriotes américains Jon Drummond, Brian Lewis et Maurice Greene. 
Lors des Championnats du monde de 2001, Williams remporte la médaille d'argent du 100 m et la médaille d'or du relais 4 × 100 m avec Mickey Grimes, Dennis Mitchell et Tim Montgomery, titre perdu quelques années plus tard à la suite de l'implication de Montgomery dans l'affaire de dopage du laboratoire Balco.
En 2003, l'américain s'impose aux Championnats des États-Unis sur 100 m mais termine au pied du podium des Championnats du monde de Paris. Il se console néanmoins en remportant une nouvelle fois le relais 4 × 100 m (avec John Capel, Darvis Patton et Joshua J. Johnson), devant l'équipe de Grande-Bretagne.
Aux Jeux olympiques de 2004 Bernard Williams termine deuxième du 200 m, derrière son compatriote Shawn Crawford, mais devant Justin Gatlin, réalisant un triplé historique pour l'équipe des États-Unis.
Bernard Williams a été contrôlé positif au cannabis en 2004. Il participe aux Jeux olympiques de 2004. Éliminé des sélections américaines, Williams n'a pas participé aux Jeux olympiques de 2008.

## Palmarès
- Médaille d'or du relais 4 × 100m aux Jeux olympiques de 2000 à Sydney.
- Médaille d'or du relais 4 × 100m aux Championnats du monde d'athlétisme 2003 à Paris.
- Médaille d'argent du 100m aux Championnats du monde d'athlétisme 2001 à Edmonton.
- Médaille d'argent du 200m aux Jeux olympiques de 2004 à Athènes.